# کارت هویت فنلاندی

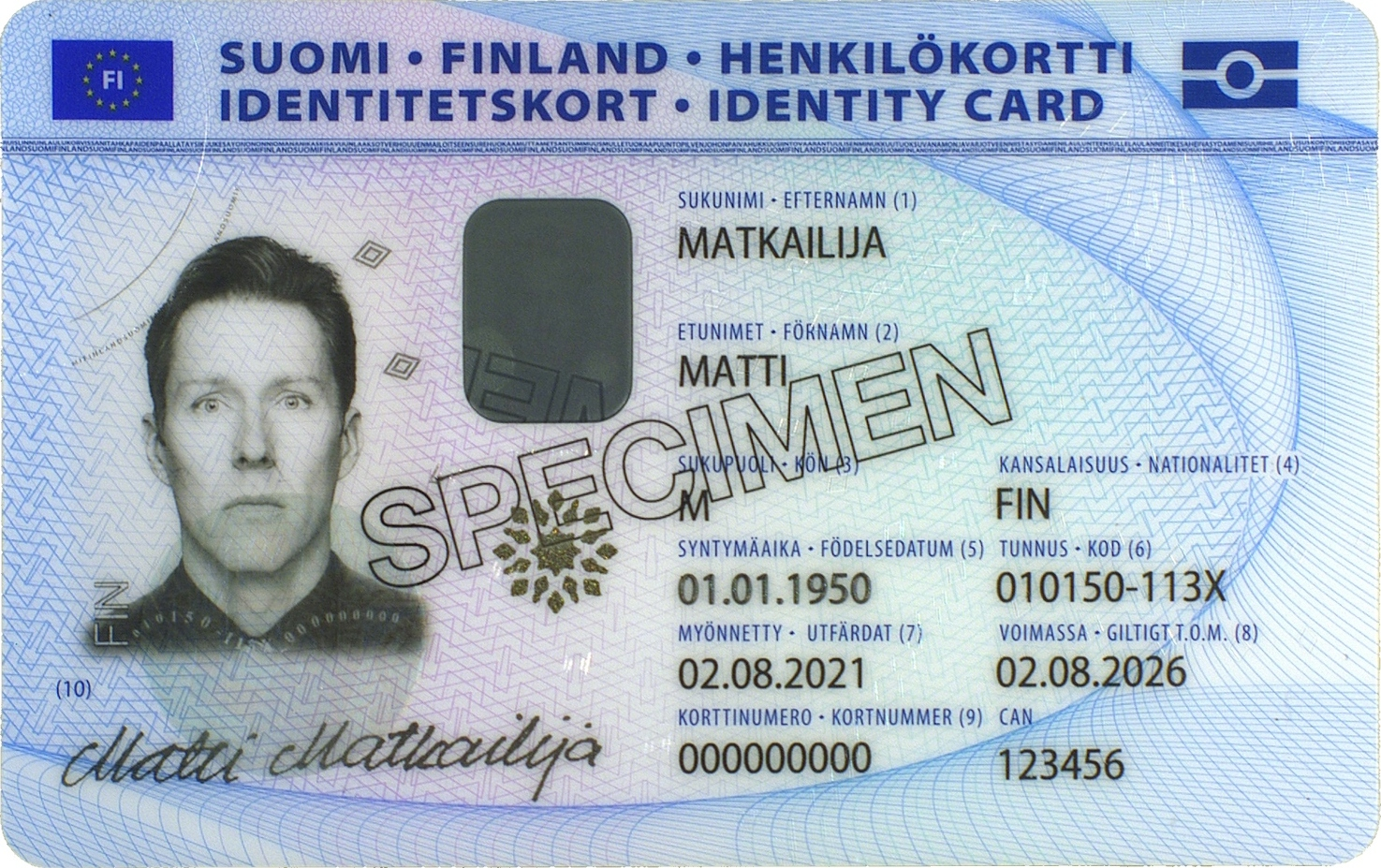
نمایی از یک‌نوع کارت هویت فنلاندی (طرح جدید) - ۲۰۲۱

کارت هویت فنلاندی (فنلاندی: henkilökortti / سوئدی: identitetskort) یکی از دو سند رسمی احراز هویت در فنلاند می‌باشد.
دریافت این کارت برای افراد بالای ۱۸ سال و در زمان رای گیری اجباری می‌باشد.

## سند مسافرت
این نسخه برای شهروندان فنلاند معتبر برای سفر در سراسر اروپا (به جز بلاروس و روسیه و ترکیه و اوکراین) و همچنین فرانسه در خارج از کشور در مرزهای گرجستان ساخته شده است .

## کارت شناسایی الکترونیکی
کارت شناسایی الکترونیک در سال ۱۹۹۹ تولید و نسخه فعلی به مدت ۵ سال در سال ۲۰۰۳ معرفی شد. تمام  کارت شناسایی امروزه به صورت الکترونیکی می‌باشد به غیر از کارت برای افراد زیر سن قانونی و کارت‌های موقت.

## همچنین نگاه کنید
- هویت ملی کارت در اتحادیه اروپا